# Travail.Suisse
Travail.Suisse bezeichnet eine schweizerische Gewerkschafts-Dachorganisation, die am 14. Dezember 2002 in Bern gegründet wurde. Urheber dieser Gründung waren die Verbände und Gewerkschaften, die vorher dem Christlichnationalen Gewerkschaftsbund der Schweiz (CNG) und der Vereinigung schweizerischer Angestelltenverbände (VSA) angeschlossen waren.
Travail.Suisse ist neben dem Schweizerischen Gewerkschaftsbund die zweitgrösste Dachorganisation der Arbeitnehmer in der Schweiz. Sie vertritt die Interessen der ihr angeschlossenen autonomen Arbeitnehmer/innenverbände und deren Mitglieder in Politik, Wirtschaft und Gesellschaft. Die Organisation orientiert sich an den Werten der christlichen Sozialethik, den Regeln der Sozialpartnerschaft und der demokratischen Grundordnung.
Travail.Suisse positioniert sich als parteipolitisch und konfessionell unabhängige Organisation. In diesem Sinne steht Travail.Suisse auch weiteren Arbeitnehmer/innenverbände, die die Grundsätze und Statuten von Travail.Suisse respektieren, offen.
Travail.Suisse wird seit 12. September 2015 von Adrian Wüthrich präsidiert, der 2018 bis 2019 auch Mitglied des Nationalrates war (SP / BE). Die Vizepräsidenten sind Jacques-André Maire, Nationalrat (SP / NE) und Carole Furrer, Präsidentin der Interprofessionellen Christlichen Gewerkschaft des Kantons Wallis (SCIV) (CVP / VS).
Travail.Suisse ist Mitglied des  Europäischen Gewerkschaftsbundes (EGB).

## Mitglieder
Folgende Gewerkschaften und Verbände bilden Travail.Suisse:
- Syna
- Hotel & Gastro Union
- transfair
- Organizzazione cristiano-sociale ticinese (OCST)
- Syndicats chrétiens interprofessionnels du Valais (SCIV)
- Verband der Fachhochschuldozierenden Schweiz (FH-CH)
- Personalverband fedpol
- Angestellte Drogisten Suisse
- Verband der Ungarischen Christlichen Arbeitnehmer/innen der Schweiz (VUCAS)
- Association romande des logopédistes diplômés (ARLD)

Diese Verbände vertreten rund 150'000 Mitglieder.